# Kerriochloa siamensis
Genre
Espèce
Synonymes
- Ischaemum siamense (C.E.Hubb.) Roberty[2]

Kerriochloa siamensis  est une espèce de  plantes monocotylédones de la famille des Poaceae, sous-famille des Panicoideae, originaire d'Asie tropicale.  C'est l'unique espèce du genre Kerriochloa (genre monotypique).
Ce sont des plantes herbacées, vivaces, aux tiges décombantes de 20 à 25 cm de long. Les inflorescences sont composées de plusieurs racèmes.

## Étymologie
Le nom générique « Kerriochloa » est un hommage à Arthur Francis George Kerr (1877–1942), botaniste et médecin officier irlandais qui explora la flore de Thaïlande, avec le suffixe chloa (χλόα), signifiant herbe en grec.
L'épithète spécifique « siamensis » est un adjectif latin signifiant « du Siam » (actuelle Thaïlande), qui indique la provenance de la plante.

## Liste des variétés
Selon Tropicos (10 juin 2018) (Attention liste brute contenant possiblement des synonymes) :
- Kerriochloa siamensis var. dalatensis A. Camus
- Kerriochloa siamensis var. sabulicola A. Camus
- Kerriochloa siamensis var. siamensis